# Sucsinszk
Sucsinszk (kazah nyelven: Щучинск, Şuchinsk; oroszul: Щучинск, kazah kiejtése: [ɕut͡ɕɪnsk]) egy város Kazahsztán északi-középső részén. A Burabay kerület székhelye Akmola régióban, és egy nagy mezőgazdasági terület központja.

## Földrajza
Sucsinszk a Koksetau-hegység lábánál található, a Kazah-felvidék északi részén. Burabay fürdővárosa a közelben, északkeleten található.

## Történelem
Sucsinszkot Shchuchye (Щучье) néven 1850-ben kozák településként alapították.
2018 júliusában a településen megnyílt a Nemzeti Síközpont két modern olimpiai síugró dombbal, nagy (K125) és normál (K90), 16 FIS sífutópályával és biatlon stadionnal.

## Itt születtek, itt éltek
- Vlagyimir Szmirnov sífutó - 1994-es olimpiai bajnok Sucsinszkban született.

- Nyikolaj Csebotko sífutó, a 2013-as sí-világbajnokság bronzérmese Scsucinszkban született.

- Szvetlana Kapanyina női műrepülő világbajnok, pilótanő Sucsinszkban született.